# Zapań Bobrownikowo
Zapań Bobrownikowo (ros. Запань Бобровниково) – wieś w Rosji, w rejonie wielikoustidzkim obwodu wołogodzkiego. W 2010 r. liczyła 40 mieszkańców.